# 죄짐 맡은 우리 구주
죄짐 맡은 우리 구주(What a Friend We Have in Jesus)는 설교자 조셉 M. 스크리븐에 의해 1855년에 쓰여진 찬송시이다.  이 찬송시를 지은 동기는 그가 캐나다에 거주하고 있을 때 아일랜드에 있었던 그의 모친이 병상에 눕자, 그녀를 위로하기 위해 지은 것이다.  스크리븐은 이 시를 본래 무명으로 작사하였으며, 1880년이 되어서야 그의 이름이 알려지게 되었다.  이 찬송시는 찰스 콘버스에 의해 1868년에 작곡이 되었고,  윌리엄 볼콤이 찬송가에 넣었다. 찬송가의 선율은 1868년 찰스 크로자 컨버스(Charles Crozat Converse)가 작곡했다.
세계 제1차 대전 때에는 이 곡에 맞추어 '피비린내 나는 이 전쟁이 끝나는 날'라는 가사로도 불리었다.
이 곡은 특히 아시아 국가에 소개 되었는 데, 일본과 인도네시아에도 소개되었으며, 특히 한국에는 성결교의 전신인 동양선교회(Oriental Mission Society, OMS)에서 출판한 《신증 복음가, 1919》 85장에 나온 것이 처음이다.